# Roca Llisa (L'Esquirol)
La Roca Llisa és una muntanya de 507 metres que es troba al municipi de l'Esquirol, a la comarca d'Osona.